# Paolo Vanoli
Paolo Vanoli (Varese, Italia, 12 de agosto de 1972) es un exjugador y entrenador de fútbol italiano. Actualmente está libre tras dejar el Torino de la Serie A.

## Carrera como jugador
Es el hermano menor de Rodolfo Vanoli, también exfutbolista. Jugó a nivel amateur hasta los 21 años cuando fue fichado por Venezia con quien disputó dos temporadas en la Serie B. En 1995 se trasladó al Hellas Verona donde en el primer año consiguió el ascenso y en el que permaneció las siguientes dos temporadas en la Serie A.
En 1998 fichó por el Parma donde en dos años ganó una Copa de la UEFA (también marcó el segundo de los tres goles con los que el Parma derrotó al Olympique de Marsella en la final), una Copa Italia y una Supercopa de Italia.
En 2000 fichó por la Fiorentina, donde ganó su segunda Copa de Italia, y también marcó un gol en el partido de ida contra el Parma. El 1 de julio de 2001, la Viola renovó la copropiedad. El 21 de junio de 2002, las dos empresas no se pusieron de acuerdo sobre la cantidad a acordar para rescatar al jugador y se irán a los sobres. El 1 de octubre se liberó de la Viola tras la quiebra de la empresa. El 20 de octubre fue fichado por el Bologna, acumulando 26 apariciones. El 4 de agosto de 2003 se trasladó al Rangers donde se mantuvo por una temporada y media.
En enero de 2005 regresó al Vicenza de la Serie B. Al año siguiente probó una experiencia en Grecia en el Akratitos, pero sólo jugó allí 4 partidos de liga.

## Carrera internacional
Vanoli también fue un Internacional italiano y marcó un gol en su debut en una derrota por 3-1 contra Bélgica en 1999. Más tarde logró solo otra aparición, en la victoria por 2-0 en un amistoso contra Portugal en el Estadio Oreste Granillo en Regio de Calabria.

## Carrera como entrenador
De marzo de 2007 a noviembre de 2009 entrenó a Domegliara en la Serie D.
Desde agosto de 2010 hasta el 30 de junio de 2013 fue asistente de Daniele Zoratto en la sub-16 y sub-17 de Italia, llegando a una final europea sub-17 y participando en el mundial de la categoría. A partir de julio de 2013 se convirtió en entrenador de la Sub-16 y segundo entrenador de Alessandro Pane en la Sub-19 y a finales de año, tras dejar la dirección de la Sub-16, se convirtió en entrenador de la sub-18. El 10 de julio de 2015 fue ascendido a dirigir la selección sub-19 en sustitución de Pane. El 18 de julio de 2016 se incorporó a la plantilla de la selección italiana como asistente técnico del entrenador Gian Piero Ventura. El 26 de julio terminó segundo en el Campeonato de Europa Sub-19, siendo derrotado en la final por Francia y luego renunciaría al cargo.
El 18 de julio de 2017 se incorporó al cuerpo técnico de Antonio Conte en el Chelsea como asistente del primer equipo. Deja el equipo londinense al final de la temporada tras el despido de Conte, y se marcharon al Inter en mayo de 2019. Luego dejó el club italiano junto con Conte y todo su personal el 26 de mayo de 2021.
El 17 de diciembre de 2021, Vanoli se unió al Spartak de Moscú como entrenador y firmó un contrato hasta el final de la temporada 2022-23. Ganó la Copa de Rusia, pero debido al conflicto ruso-ucraniano en curso decidió no renovar con el club ruso.
El 7 de noviembre de 2022, fue nombrado nuevo entrenador del Venezia, en la Serie B, donde sustituyó a Andrea Soncin (que a su vez había sustituido recientemente al despedido Ivan Javorčić de forma interina), con el equipo penúltimo con 9 puntos tras 12 partidos. Firmó un contrato de dos años con el club lagunar.En junio de 2024, obtuvo el ascenso a la Serie A luego de vencer al Cremonese en la final de los play-offs.Unas semanas más tarde, su contrato fue rescindido de común acuerdo con la directiva veneciana.
En junio de 2024, fue confirmado como técnico del Torino y firmó un contrato por dos temporadas. Sin embargo, un año después, pese a lograr una cómoda permanencia, fue destituido y reemplazado por Marco Baroni.

## Clubes

### Como jugador
| Club               | País    | Año       |
| ------------------ | ------- | --------- |
| Varese             | Italia  | 1990-1991 |
| Bellinzago         | Italia  | 1991-1992 |
| Corsico            | Italia  | 1992-1993 |
| Venezia            | Italia  | 1993-1995 |
| Hellas Verona      | Italia  | 1995-1998 |
| Parma              | Italia  | 1998-2000 |
| Fiorentina         | Italia  | 2000-2002 |
| Bologna            | Italia  | 2002-2003 |
| Rangers            | Escocia | 2003-2005 |
| Vicenza            | Italia  | 2005      |
| Akratitos          | Grecia  | 2005-2006 |
| Castelnuovo Sandrà | Italia  | 2006-2007 |

### Como entrenador
| Club                       | País   | Año       |
| -------------------------- | ------ | --------- |
| Domegliara                 | Italia | 2007-2010 |
| Selección sub-16 de Italia | Italia | 2013      |
| Selección sub-18 de Italia | Italia | 2013-2015 |
| Selección sub-19 de Italia | Italia | 2015-2016 |
| Spartak Moscú              | Rusia  | 2021-2022 |
| Venezia                    | Italia | 2022-2024 |
| Torino                     | Italia | 2024-2025 |

## Estadísticas como entrenador
| Equipo                | Div.                | Temporada           | Liga | Liga | Liga | Liga | Liga |    | Copa | Copa | Copa | Copa |   | Internacional | Internacional | Internacional | Internacional | Internacional |   | Otros | Otros | Otros | Otros |    | Totales     | Totales | Totales | Totales | Totales | Totales | Totales | Totales |
| Equipo                | Div.                | Temporada           | PD   | G    | E    | P    | Pos. | PD | G    | E    | P    | PD   | G | E             | P             | Pos.          | PD            | G             | E | P     | PD    | G     | E     | P  | Rendimiento | GF      | GC      | Dif.    |         |         |         |         |
| --------------------- | ------------------- | ------------------- | ---- | ---- | ---- | ---- | ---- | -- | ---- | ---- | ---- | ---- | - | ------------- | ------------- | ------------- | ------------- | ------------- | - | ----- | ----- | ----- | ----- | -- | ----------- | ------- | ------- | ------- | ------- | ------- | ------- | ------- |
| Spartak Moscú · Rusia | 1.ª                 | 2021-22             | 12   | 4    | 3    | 5    | 10.º | 4  | 4    | 0    | 0    | -    | - | -             | -             | -             | -             | -             | - | -     | 16    | 8     | 3     | 5  | 56.25%      | 29      | 17      | +12     |         |         |         |         |
| Spartak Moscú · Rusia | Total               | Total               | 12   | 4    | 3    | 5    | -    | 4  | 4    | 0    | 0    | -    | - | -             | -             | -             | -             | -             | - | -     | 16    | 8     | 3     | 5  | 56.25%      | 29      | 17      | +12     |         |         |         |         |
| Venezia · Italia      | 2.ª                 | 2022-23             | 26   | 11   | 7    | 8    | 8.º  | -  | -    | -    | -    | -    | - | -             | -             | -             | 1             | 0             | 0 | 1     | 27    | 11    | 7     | 9  | 49.38%      | 40      | 33      | +7      |         |         |         |         |
| Venezia · Italia      | 2.ª                 | 2023-24             | 38   | 21   | 7    | 10   | 3.º  | 1  | 0    | 1    | 0    | -    | - | -             | -             | -             | 4             | 3             | 1 | 0     | 43    | 24    | 9     | 10 | 62.79%      | 75      | 49      | +26     |         |         |         |         |
| Venezia · Italia      | Total               | Total               | 64   | 32   | 14   | 18   | -    | 1  | 0    | 1    | 0    | -    | - | -             | -             | -             | 5             | 3             | 1 | 1     | 70    | 35    | 16    | 19 | 57.62%      | 115     | 82      | +33     |         |         |         |         |
| Torino · Italia       | 1.ª                 | 2024-25             | 38   | 10   | 14   | 14   | 11.º | 2  | 1    | 0    | 1    | -    | - | -             | -             | -             | -             | -             | - | -     | 40    | 11    | 14    | 15 | 39.17%      | 42      | 47      | -5      |         |         |         |         |
| Torino · Italia       | Total               | Total               | 38   | 10   | 14   | 14   | -    | 2  | 1    | 0    | 1    | -    | - | -             | -             | -             | -             | -             | - | -     | 40    | 11    | 14    | 15 | 39.17%      | 42      | 47      | -5      |         |         |         |         |
| Total en su carrera   | Total en su carrera | Total en su carrera | 114  | 46   | 31   | 37   | -    | 7  | 5    | 1    | 1    | -    | - | -             | -             | -             | 5             | 3             | 1 | 1     | 126   | 54    | 33    | 39 | 51.59%      | 186     | 146     | +40     |         |         |         |         |
| 1. 2.                 |                     |                     |      |      |      |      |      |    |      |      |      |      |   |               |               |               |               |               |   |       |       |       |       |    |             |         |         |         |         |         |         |         |

### Resumen por competiciones
| Competición           | Partidos | Ganados | Empatados | Perdidos | %      | Resultado     |
| --------------------- | -------- | ------- | --------- | -------- | ------ | ------------- |
| Liga Premier de Rusia | 12       | 4       | 3         | 5        | 41.66% | 10.º lugar    |
| Copa de Rusia         | 4        | 4       | 0         | 0        | 100%   | Campeón       |
| Serie B               | 69       | 35      | 15        | 19       | 57.97% | 3.er lugar    |
| Serie A               | 38       | 10      | 14        | 14       | 38.6%  | 11.º lugar    |
| Copa Italia           | 3        | 1       | 1         | 1        | 44.44% | Segunda ronda |
| TOTAL                 | 126      | 54      | 33        | 39       | 51.59% | 1 Título      |

## Palmarés

### Como jugador

#### Campeonatos nacionales
| Título              | Club       | País   | Año     |
| ------------------- | ---------- | ------ | ------- |
| Copa Italia         | Parma      | Italia | 1998-99 |
| Supercopa de Italia | Parma      | Italia | 1999    |
| Copa Italia         | Fiorentina | Italia | 2000-01 |

#### Campeonatos internacionales
| Título          | Club  | País   | Año     |
| --------------- | ----- | ------ | ------- |
| Copa de la UEFA | Parma | Italia | 1998-99 |

### Como entrenador

#### Campeonatos nacionales
| Título        | Club             | País  | Año     |
| ------------- | ---------------- | ----- | ------- |
| Copa de Rusia | Spartak de Moscú | Rusia | 2021-22 |